# Салданья, Руй
Руй Нинниан Салданья (порт. Rui Ninnian Saldanha, 21 октября 1947, Найроби, Британская Кения) — британский хоккеист (хоккей на траве), полузащитник.

## Биография
Руй Салданья родился 21 октября 1947 года в кенийском городе Найроби.
Впоследствии перебрался в Великобританию. Учился в Лондонском медицинском колледже. В 1971 году окончил колледж Хэтфилд Даремского университета по специальности «экономика и психология». Был избран президентом спортивного союза университета.
Играл в хоккей на траве за «Оксфорд Юнивёрсити».
В 1972 году вошёл в состав сборной Великобритании по хоккею на траве на Олимпийских играх в Мюнхене, занявшей 6-е место. Играл на позиции полузащитника, провёл 9 матчей, забил 2 мяча в ворота сборной Мексики.